# 롬: 리멤버 오브 마제스티
World Wide War ROM
〈롬: 리멤버 오브 마제스티〉(ROM: Remember Of Majesty)는
레드랩게임즈에서 개발하고, 카카오게임즈에서 서비스하는 MMORPG 게임이다.
청소년 이용 불가 등급으로 PC/모바일을 지원하는 멀티 플랫폼 게임이다.
글로벌 원빌드 동시 런칭으로 실시간 채팅 번역을 지원한다.

## 연혁
2023년 12월 14일 글로벌 사전예약 오픈 (한국: 카카오 사전예약)
2024년 1월 4일 한국/대만 공동 미디어 쇼케이스 진행
2024년 1월 23일 ~ 25일 한국/대만/일본 등, 10개국 대상으로 글로벌 베타 테스트 진행

## 클래스
나이트 / 레인저 / 매지션 3가지 클래스 중 선택이 가능하다.
자세한 게임 소개는 공식 홈페이지 클래스 소개 페이지에서 확인이 가능하다.
(출처: 롬 공식 홈페이지)

### 나이트
높은 체력과 강력한 공력력, 방어력으로 적을 공격할 수 있는 근거리형 클래스로 검과 창, 단검을 다룰 수 있다.

### 매지션
마법으로 적을 공격할 수 있는 클래스로 후방에서 다양한 마법으로 공격을 지원한다. 지팡이와 창, 단검을 다룰 수 있다.

### 레인저
적과 일정 거리를 두고 공격할 수 있는 원거리형 클래스로 후방에서 강력한 원거리 공격을 담당한다. 활과 창, 단검을 다룰 수 있다.

## 월드
칼데라스 대륙은 총 5개의 지역으로 나누어져 있다.

칼데스, 드라카스, 브리든, 안타리아, 실모르
자세한 게임 소개는 공식 홈페이지 월드 소개 페이지에서 확인이 가능하다.
(출처:롬 공식 홈페이지)

### 칼데스
칼데라스 대륙 중심에 자리잡은 칼데스 지역
인마대전 이후 베를린드 황제가 칼데스 성을 건설하면서 칼데라스 대륙 부흥의 중심지로 자리 잡았다.

### 드라카스
칼데라스 대륙 동북부에 자리 잡은 광룡 드라코니르와 베를린드의 격전이 벌어졌던 곳

### 브리든
칼데라스 대륙 남동쪽에 위치한 정글 지역
덥고 습한 기후로 인해 해변 근처의 지역에만 인구가 밀집되어 있으며
내륙 쪽엔 특이한 동물과 식물들이 군락을 이루고 있다.

### 안타리아
칼데라스 대륙 남서쪽의 곡창지대
대륙 대부분의 식량을 책임지고 있어 상업과 무역이 발달한 지역이다.
이런 특성으로 인해 상인길드가 창설된 지역이기도 하며 칼데라스 대륙 중 가장 부유한 지역으로 알려져 있다.

### 실모르
칼데라스 북방의 지역으로 매서운 추위와 모피 생산지역
실모르의 유일한 부동항인 얼음 항구에 인구가 밀집되어 있으며 군사와 교역의 요충지로 사용되고 있다고 한다.

## 특징

### 정통 하드코어 MMORPG
정통 하드코어 MMORPG를 지향하며 현상수배, 감옥, 가드 시스템을 활용한 자유도 높은 PvP가 가능하다.

### 대규모 전략적 전투
영지전, 공성전, 군주전으로 이어지는 다양한 콘텐츠를 바탕으로 국가 대항전을 통해 대규모 전략적 전투를 즐길 수 있다.

### 자유 경제 시스템
개인 거래, 봉인 시스템, 서버&월드 거래소를 제공하여 유저간 활발한 거래가 가능한 자유 경제 시스템을 제공한다.

### 합리적인 BM
타 MMORPG 게임과는 달리 코스튬은 플레이어의 클래스 코스튬만 획득하고 가디언은 게임 재화로만 소환이 가능하여 부담감이 적다.

## 관련 링크
- 롬 공식 홈페이지

- 롬 공식 커뮤니티

- 롬 공식 유튜브 채널

- 롬 카카오톡 채널

- 레드랩게임즈 공식 홈페이지

- 카카오게임즈 공식 홈페이지